# Klooster-Lidlum
Klooster-Lidlum of Klooster Lidlum (Fries: Kleaster-Lidlum) is een dorp of buurtschap in de gemeente Waadhoeke, in de Nederlandse provincie Friesland. Het dorp ligt ten noordwesten van Franeker, tussen Oosterbierum en Tzummarum. 
Klooster-Lidlum is vooral bekend om het invloedrijke klooster dat hier in de middeleeuwen stond. Dankzij 16e-eeuwse kloosterkroniek van Sibrandus Leo is de geschiedenis van dit klooster uitvoerig gedocumenteerd.

## Geografie
In 2023 telde Klooster-Lidlum 40 inwoners.  De plaats bestaat uit 18 adressen, voornamelijk boerderijen, waarvan twee binnen de bebouwde kom van Oosterbierum.
De Encyclopedie van Friesland sprak in 1958 nog van een dorp. De Nieuwe Encyclopedie van Fryslân uit 2016 beschouwt de plaats als een "buurschap" onder Oosterbierum. Ook het geo-portaal van de Nederlandse overheid duidt de plaats als buurtschap aan. De gemeente Waadhoeke rekent de plaats tot de "kernen".
Tot de gemeentelijke herindeling van 1 januari 1984 lag de plaats in de gemeente Barradeel, daarna in de gemeente Franekeradeel. Op 1 januari 2018 is Franekeradeel opgegaan in de gemeente Waadhoeke.  
De Oosterbierumervaart en de N393 lopen door de plaats.

## Geschiedenis
In 1317 werd de plaats vermeld als Lidlem en in 1325 als Lidlum. De plaatsnaam zou verwijzen naar de woonplaats (heem/um) de persoon 'Liudila'.

### Ontstaan van het klooster
Volgens de 16e-eeuwse kloosterkronieken van de kloosterling Sibrandus Leo stichtte een zekere Sibo, naar verluidt een vermogend man, in 1182 op zijn huisterp (Kapellenterp, of Oude Dal) tussen Midlum en de toenmalige zeedijk een kanunnikenklooster. Tjalling Donia uit Winsum sloot zich aan bij dit initiatief. Het is echter waarschijnlijk dat het klooster al een aantal jaren eerder was gesticht. 
Het klooster werd Vallis sancte Marie (Mariëndal) genoemd, ontleend aan het moederklooster Mariëngaarde. Het nieuwe klooster had een grote aantrekkingskracht en vormde al snel een belangrijke gemeenschap. In 1182 werd de kerk die bij het klooster hoorde ingewijd. Aangenomen wordt dat het klooster zich toen bij de orde van de Premonstratenzers heeft aangesloten.
De kloosterorde eiste dat monniken en nonnen streng gescheiden van elkaar zouden leven. Klooster Lidlum was een dubbelklooster, wat inhield dat er zowel mannen als vrouwen hetzelfde complex bewoonden. In 1186 werd het vrouwenklooster Sint Michielsberg te Monnikebajum gesticht, waarmee de scheiding werd voltooid. Het vrouwenklooster bleef echter onderdeel van de kloostergemeenschap te Lidlum, onder leiding van dezelfde abt. Beide kloosters vormden tot het midden van de 15e eeuw in vermogensrechtelijk opzicht één geheel. Deze combinatie maakte het gezag van het klooster nog belangrijker.

### Verplaatsing van het klooster en verdere bloei
Vanwege voortdurende dreiging van de zee besloot de abt Sibod dat het klooster diende te verhuizen. De familie van de oprichter Sibo van Lidlum, die dan nog altijd betrokken waren bij het klooster, protesteerde hiertegen, omdat diens "vrome schenking niet verplaatst mocht worden"
In 1234 werd de verplaatsing doorgezet. Het klooster verhuisde naar terp Lidlum, enkele honderden meters verder landinwaarts. Bij archeologisch veldonderzoek zijn hier scherven uit de Merovingische periode gevonden. Tijdens een opgraving kwamen sporen van een ijzergieterij aan het licht. Deze werkplaats was vermoedelijk al in onbruik geraakt, voordat het klooster hierheen verhuisde. Op de terp werd het profiel van een hutkom gevonden, een half ingegraven rechthoekig gebouwtje. De oorspronkelijke terp werd zeven of acht keer opgehoogd, de laatste keer rond het jaar 1000. Vermoedelijk raakte de terp daarna onbewoond.
Op 16e-eeuwse tekeningen en plattegronden worden vage contouren van de gebouwen weergegeven. Het complex is door eeuwen heen flink veranderd, hetgeen Sibrandus Leo aan de hand van oude aantekeningen in detail beschrijft. De oorspronkelijke kloosterkerk werd een kapel en de terp waarop deze stond werd daarom ook wel Kapelleterp genoemd. De latere Kapelleweg is hier naar vernoemd. De voormalige kloostergebouwen werden gebruikt als uithof of kloosterboerderij. Een perceel aan de Kapelleweg, tegenover de Kapelleterp heette de Poertfen, genoemd naar de toegangspoort van de uithof.
In de 13e eeuw speelde het klooster een belangrijke rol bij het onderhouden en versterken van de zeedijken rond de Middelzee. Bij een grote stormvloed op 17 december 1287 raakte de oorspronkelijke plek van het klooster overspoeld. Er zouden 40 mensen zijn omgekomen uit Oude Dal en Nieuwe Dal (het nieuwe kloostercomplex), boeren en ook broeders die de landerijen en dijken bleven bewaken tijdens de storm. Een kleine twee jaar later, in 1289 bereikte het klooster het hoogtepunt met zo'n 600 bewoners.
Het complex werd in de loop der jaren steeds verder uitgebreid. Abt Pibo Sibranda, die van 1309 tot 1325 de leiding had, liet naast het klooster een stins bouwen: een stenen abtshuis dat ook verdedigd kon worden. Naar verluidt zou Sibranda de bouw zelf bekostigd hebben. Deze gracht werd later verdubbeld, waarbij het kloostercomplex voorzien was van (lage) omwallings- of verdedigingsmuren. De abten uit deze periode waren afkomstig uit de adel in de omliggende plaatsen, ze voerden een adellijke levensstijl en waren in de regel ook zelf niet wars van geweld.
De abdij leverde ook de dorpspastoors in de omliggende dorpen; in totaal ging het maar liefst 19 parochies, onder andere te Lutkewierum, Oosterzee, Berlikum, Sexbierum, Spannum, Winsum, Tzummarum, Menaldum, Bozum, Welsrijp, Herbaijum, Huins, Baard, Oosterlittens, Britswerd en Hoorn (Terschelling). De abt was tevens aartsdiaken van het decanaat Winsum. Daarnaast had het klooster een aantal uithoven.

### Moord van abt op uithof en sage
Op 22 maart 1332 vond de twaalfde abt van het klooster, Eelko Liauckama de dood tijdens een bezoek aan de uithof te Boksum. Liauckama zou de lekenbroeders stevig vermaand hebben vanwege het drinken van alcohol en het eten van vlees tijdens de vastentijd. Bij de ruzie die hierover ontstond, zou de abt zijn doodgeknuppeld. Hierop is de sage van het Wonder te Lidlum gebaseerd, waarin verteld wordt hoe uit de mouwen van de pij van de gestorven abt witte rozen te voorschijn kwamen. De abt werd, vermoedelijk vanwege zijn rol in het gewapende conflict, in het lekengedeelte van de kerk begraven, maar wel als martelaar vereerd. Als zalige Eelco van Liauckema komt hij nog steeds voor in de heiligenkalender van de Orde van Premonstratenzers.

### Brand, herbouw, armoede en landbouwbloei
In 1333 werd het klooster getroffen door een grote brand, een groot deel van het complex zou daarbij verwoest zijn. Daarbij gingen ook veel werken uit de kloosterbibliotheek verloren. Het complex moest worden herbouwd, verloren goederen vervangen en ook de kloosterbibliotheek moest weer worden opgebouwd. Uit archeologisch onderzoek is gebleken dat het klooster daarna te maken kreeg met verarming. Er was bovendien een duidelijkere scheiding tussen het meer armoedige en rijkere deel van het kloostercomplex.
Tevens bleek dat het complex groter was dan aanvankelijk gedacht. Men meende eerst dat het complex alleen op het hogere deel van de terp was gelegen. Bij later onderzoek bleek dat ook het zuidelijke lagere deel onderdeel was van het complex. Het was hier waar het armste deel van de kloosterlingen (mogelijk de lekenbroeders) woonde. In de 14e eeuw was deze scheiding nog niet zo sterk als later. Ook volgens de kronieken verarmde het klooster In de loop van de 15e eeuw, dit zou mede komen door slecht bestuur. Volgens sommige bronnen heerste er zelfs honger onder de kloosterlingen.
De 14e en 15e eeuw was ook de tijd van de Schieringers en Vetkopers; het betrof partijtwisten tussen twee politieke en religieuze stromingen, die Groningen en Friesland teisterden. Het Premonstratenzer klooster koos de kant van de Vetkopers en de gewapende lekenbroeders van het klooster streden onder andere tegen Roorda's van Tzummarum, met de Sjaardema's van Franeker en zelfs met de Schiere monniken van het klooster Bloemkamp. In het midden van de 15e eeuw veroverde de hoofdeling Johannes Roorda uit Tzummarum het klooster door met een schip via de kloostergracht de stins te bereiken en vervolgens een binnendeur te openen en de vensters in te slaan. Het klooster raakte rond 1500 nog meer in de problemen. Het viel ten prooi aan politieke onrust en werd gebrandschat.
Daarna ging het een tijdlang beter. In de laatste jaren dat het klooster bestond, leek het kloosterbezit weer te groeien. Dat was vooral te danken aan een periode van agrarische hoogconjunctuur, die aanhield tot het midden van de 17e eeuw. De luthersgezinde abt Isbrand van Harderwijk liet bijvoorbeeld het abtshof (de stins) verder verfraaien en bovendien tussen 1553 en 1556 een nieuwe kloosterschuur bouwen, net ten zuiden van de kloosterterp. Het betrof een grote schuur van een type dat volgens Sibrandus Leo in de Friese regio niet eerder was gebouwd. In dit gebouw kon niet alleen het vee, maar ook het hooi en het koren onder één kap worden geborgen. De volkskundige S.J. van der Molen heeft erop gewezen dat dit de eerste vermelding van een Friese schuur moet betreffen. De nieuwbouw vond kennelijk plaats naar het voorbeeld van soortgelijke kloosterschuren in de Zuidelijke Nederlanden. Bij de afbraak rond 1580 werden het zware gebint en de kapconstructie verkocht. 

### Einde van het klooster
Tijdens de Tachtigjarige Oorlog was het klooster kortstondig een strijdtoneel. De Geuzen plunderden het klooster in 1572, waarbij ook vernielingen plaatsvonden. Caspar de Robles, stadhouder van Friesland liet het klooster bezetten en aanpassen om de gebouwen als kazerne voor de Spaansgezinde troepen te gebruiken. Naast het uitvoeren van herstelwerkzaamheden aan de gebouwen werd ook het omliggende terrein versterkt. Bij archeologische boorproeven werd echter geen puin of steengruis gevonden, zodat de ommuurde bastions waarschijnlijk in werkelijkheid grotendeels uit klei bestonden.
In zijn kroniek beschrijft Sibrandus Leo uitgebreid hoe moeilijk deze periode voor de kloostergemeenschap was. In 1580 werd het kloostergoed overgedragen aan de Staten van Friesland, die het kloostercomplex lieten afbreken. Op wat boerderijen en kleingoed na werden alle gebouwen gesloopt. Het is onbekend of de stins onmiddellijk is afgebroken of pas later is gesloopt. Het kloosterbezit was rond die tijd iets meer dan 1000 hectare groot.

### Ontwikkelingen na de sluiting
In de omgeving van het klooster ontwikkelde zich een dorp dat later als het negende dorp van de grietenij Barradeel gold. Na het sluiten van het klooster dunde de dorpsbebouwing gaandeweg uit. Hoewel het klooster niet meer bestond, bleef het kloosterbezit nog een tijdlang in bezit van de Staten. In 1640 wordt grietman Hottinga als eigenaar van (een deel van) het kloosterbezit genoemd. Deze grietman was woonachtig in de Hottinga State bij Sexbierum. Een overgebleven boerderij op het kloosterland werd door hem verpacht.
Bij de volkstelling in 1840 had Lidlum nog 78 inwoners en negen woningen. Van der Aa meldt in het Aardrijkskundig Woordenboek der Nederlanden uit 1846 dat het dorp 80 inwoners telde, waarvan ongeveer 10 rooms-katholiek en 70 hervormd, en dat het geen school of kerk had. In de loop van de twintigste eeuw groeide het aantal woningen, maar daalde het aantal inwoners. In 1975 verkreeg de terp waarop het klooster stond, ook wel Monniketerp genoemd, de status van een rijksmonument.

## Cultuur
Het dorpsbelang Oosterbierum/Klooster-Lidlum behartigt de belangen van beide dorpen.